# Remastersys

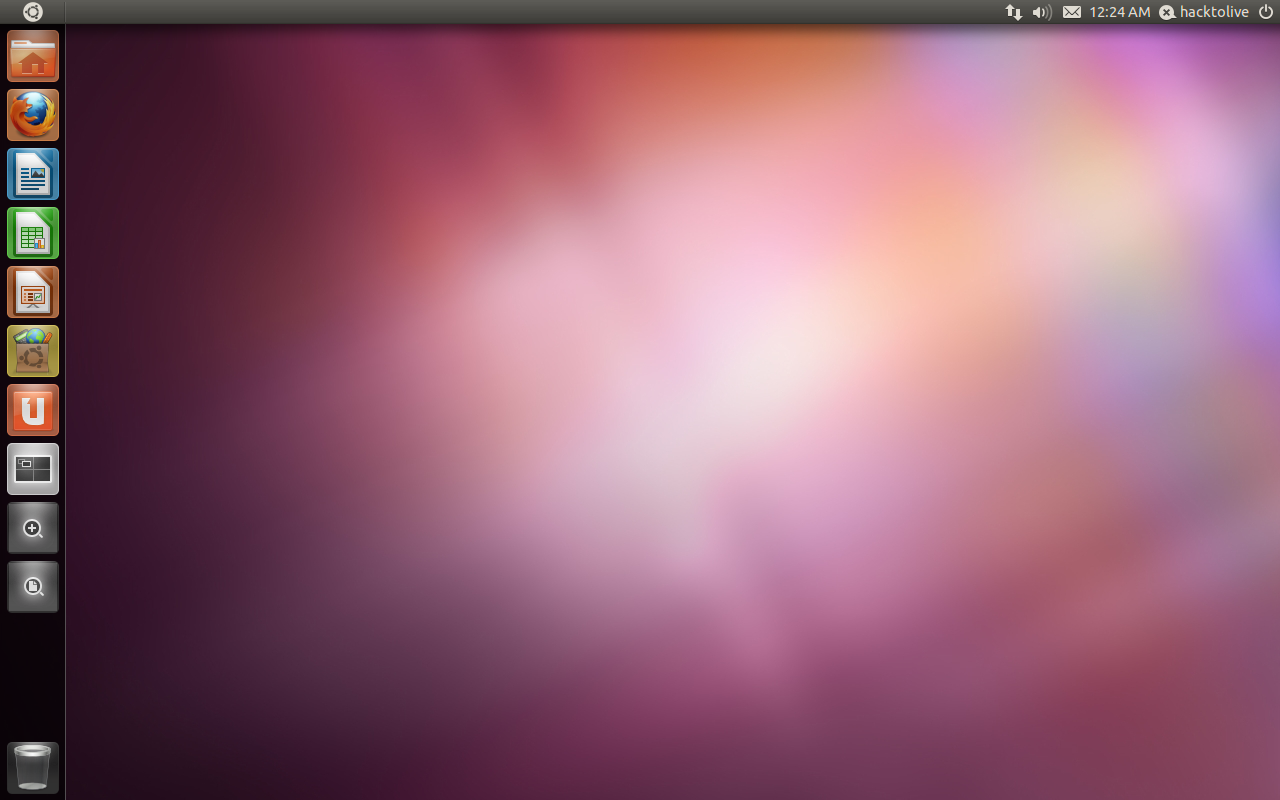
Super OS era feito com o remastersys

remastersys é um programa que é software livre/código aberto (GPL) para distribuições de Linux que permite a qualquer um:
- Criar um Live CD/DVD personalizado do ubuntu e derivados.
- Fazer um backup do sistema, incluindo os dados do utilizador para um Live CD/DVD instalável.

## História
O programa foi inicialmente criado para ser possível criar facilmente um cópia de segurança ou uma cópia de um sistema ubuntu ou derivado que fosse possível distribuir. Inspiração para este programa veio do script mklivecd que a Mandriva usa e  o script remasterme que existe no PCLinuxOS. Uma vez que esses scripts não eram facilmente transpostos para o ubuntu, o remastersys foi escrito do zero.

## Usos
É um programa muito útil e fácil para criar uma Live CD do ubuntu, uma vez estando o sistema instalado e configurado, com programas, actualizações, etc... o utilizador tem simplesmente de:
1. Fazer o download da última versão do remastersys de
2. Abrir o programa (um atalho é criado no ambiente de trabalho) e depois escolher a opção dist ou backup, então, o .iso do Live CD será automaticamente criado.

O iso resultante pode depois ser installado numa pendrive USB, criando um distro Live USB. 